# Argentiera (Sassari)
Argentiera è una frazione di Sassari ubicata nel nord-ovest della Sardegna. Dista 43 km dal centro di Sassari e 34 da Alghero.

## Storia

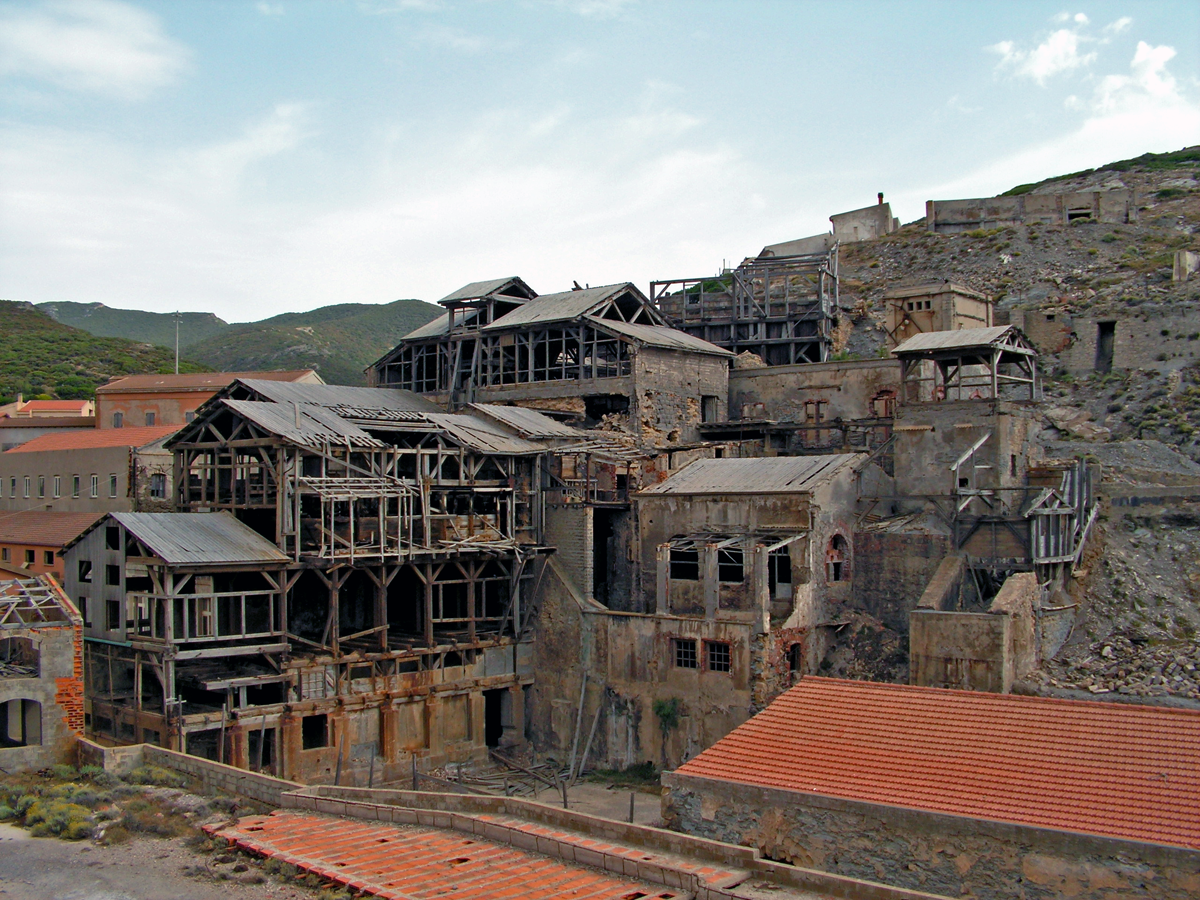
Resti dell'antica Laveria dell' Argentiera prima del cantiere del 2015.

Fino agli anni sessanta era in funzione una miniera per l'estrazione di piombo e zinco e ferro con gran parte delle strutture in legno. L'attività estrattiva è cessata nel 1963. Attualmente tutti gli impianti e gran parte delle abitazioni costruite in un particolare stile con le pietre del luogo, sono in disuso ed in stato di abbandono.

## Monumenti e luoghi d'interesse

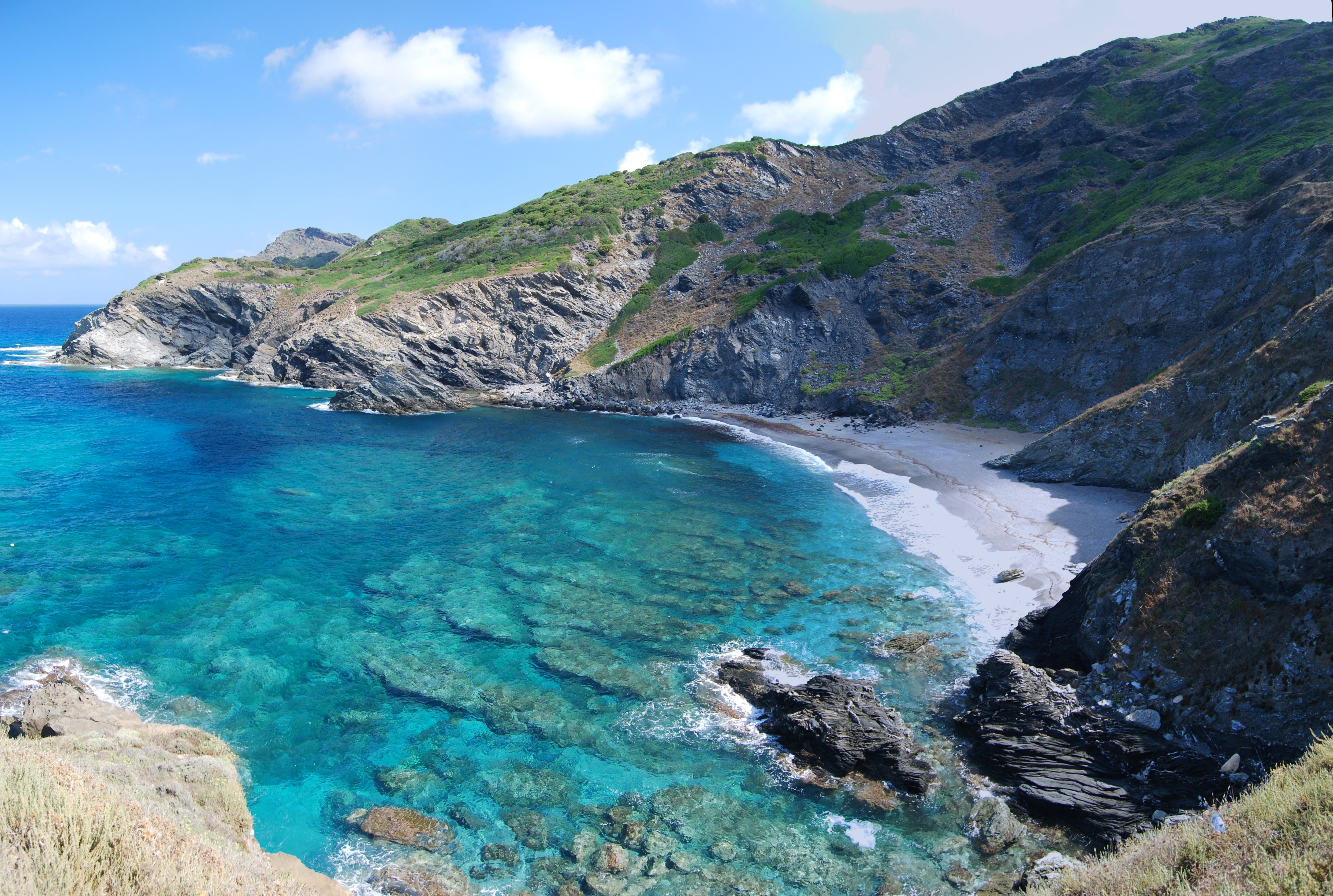
Spiaggia della Frana

Il sito riveste importanza comunitaria ed attualmente è stato finanziato un imponente progetto di recupero e ristrutturazione. È uno dei luoghi considerato un santuario per le attività naturalistiche e in particolare per il trekking. L'Argentiera fa parte del Parco geominerario storico ed ambientale della Sardegna e ne costituisce l'Area 4 insieme alla Nurra e la Gallura. 
Nel 2015 l'amministrazione comunale di Sassari ha recuperato la laveria e il pozzo Podestà, mentre gli altri fabbricati sono in fase di cantiere. Anche la piccola chiesa di Santa Barbara, suggestivamente collocata in cima ad una collina dominante il borgo e rivolta verso il mare mantenendo comunque il corretto orientamento liturgico, è stata recentemente restaurata e viene saltuariamente officiata.
Il cimitero si trova sulla strada poco prima del borgo, affacciato sulla spiaggia di Porto Palmas. Vi sono stati sepolti i minatori e le loro famiglie ma è ancora in uso per i pochi abitanti della frazione.

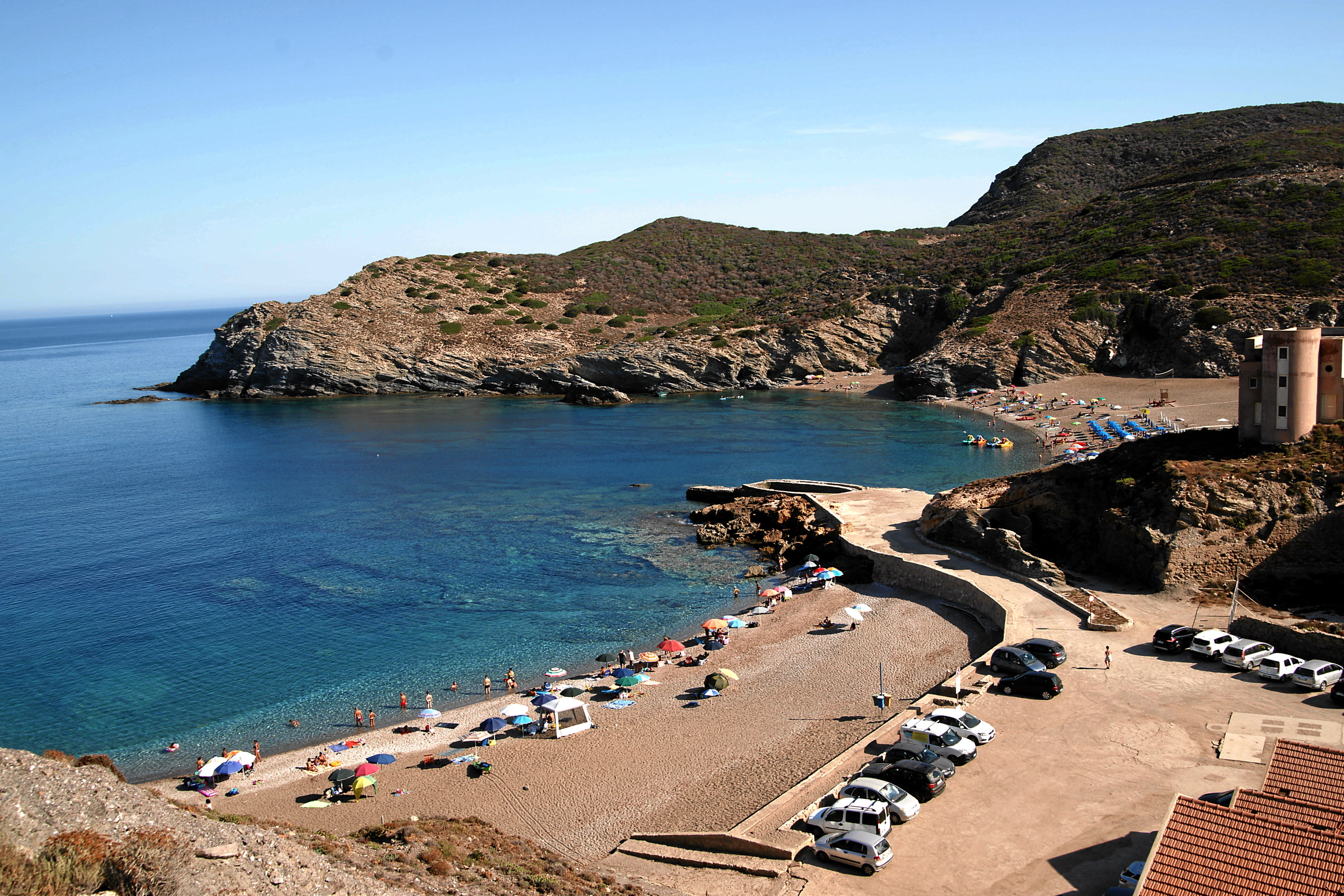
Cala dell'Argentiera

La Cala dell'Argentiera è la spiaggia della borgata. La spiaggia è costituita da sabbia grossa e grigia ed è divisa in tre parti dalla miniera ed era usata come luogo di scarico delle merci.

## Cultura

### Eventi
Alla fine del mese di luglio, nella piazzetta principale del borgo si svolge dal 2010 un festival letterario, con ospiti di caratura nazionale. Nel 2014 ha visto la presenza, tra gli altri della conduttrice ed attrice Geppi Cucciari, dell'autore e regista Pif e del presidente del Senato Pietro Grasso.

### Cinema
Qui sono state girate le scene iniziali del film La scogliera dei desideri, pellicola hollywoodiana con protagonisti Elizabeth Taylor e Richard Burton, ambientato poi interamente di fronte all'Isola Piana, con Richard Burton che sbarca da un motoscafo per salire tramite una teleferica sulla villa costruita come set principale del film.
Qui sono state girate anche le scene finali del film Chiedo asilo, di Marco Ferreri, con protagonisti Roberto Benigni, Dominique Laffin, Chiara Moretti, Carlo Monni, Girolamo Marzano, Luca Levi, Franco Trevisi e Francesca De Sapio.
Molte scene sono state girate all'interno della vecchia sala cinematografica, rimasta ancora inalterata nel tempo ma non più funzionante, e lungo la spiaggia adiacente denominata spiaggia di cala rocchi san Nicola.

### Sport

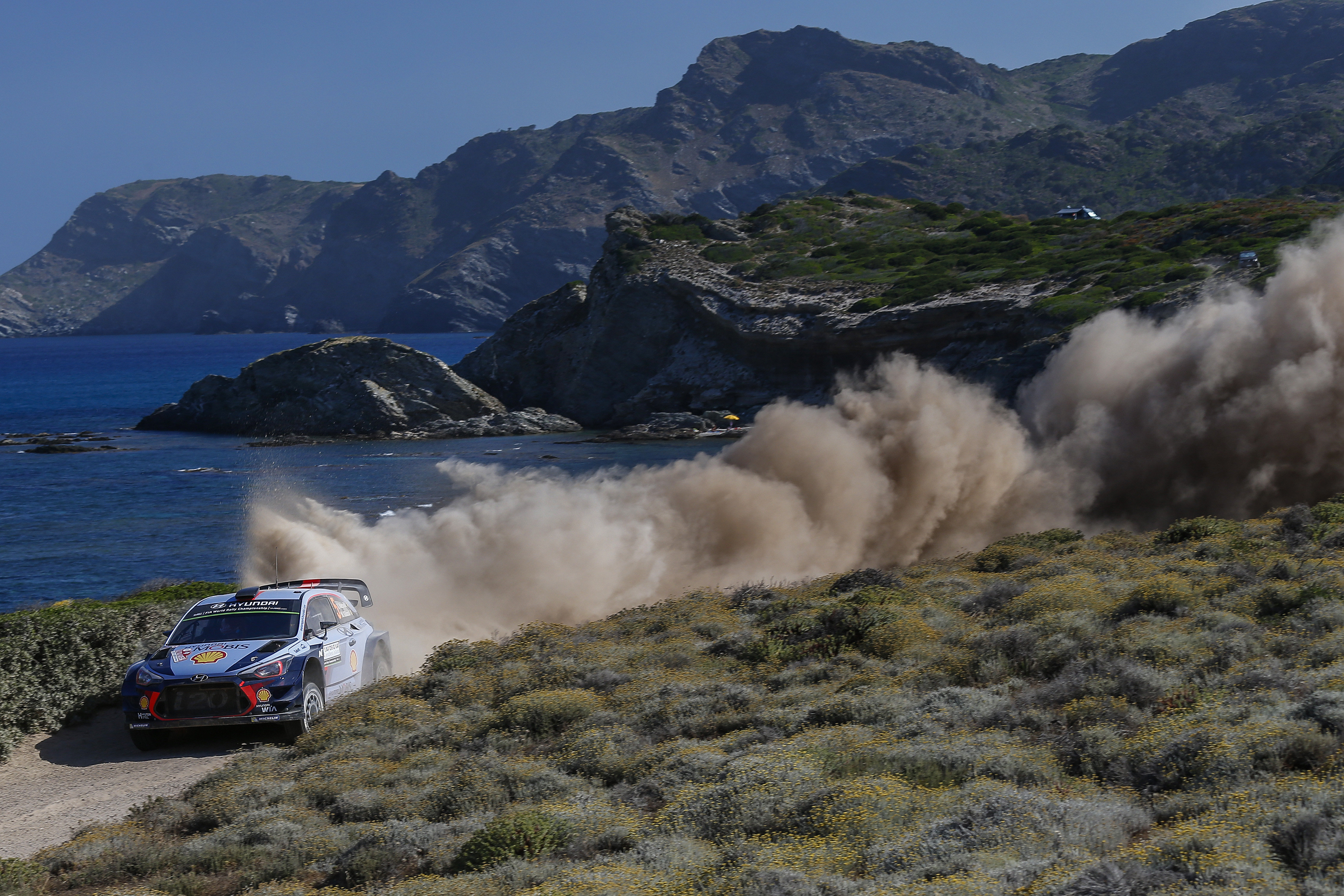
Un passaggio del Rally di Sardegna 2017 nei pressi dell'Argentiera

Dal 2016 l'Argentiera è sede d'arrivo della prova speciale "Sassari-Argentiera" del Rally di Sardegna, appuntamento inserito nel campionato del mondo rally.